# Heizmannia tengchongensis
Heizmannia tengchongensis is een muggensoort uit de familie van de steekmuggen (Culicidae). De wetenschappelijke naam van de soort is voor het eerst geldig gepubliceerd in 2002 door Dong, Wang & Zhou.